# Ваценовский, Йозеф
Йозеф Ваценовский (чеш. Josef Vacenovský; 9 июля 1937, Ратишковице — 4 декабря 2023) — чехословацкий футболист. Бронзовый призёр чемпионата Европы 1960.

## Биография

### Клубная карьера
Начинал игровую карьеру в пражском клубе «Дукла», за который выступал на протяжении 12 лет. Вместе с клубом был многократным чемпионом Чехословакии и принимал участие в нескольких розыгрышах Кубка европейских чемпионов. Последние годы карьеры провёл в Бельгии, где выступал за «Гент» и «Локерен». После завершения игровой карьеры работал тренером.

### Карьера в сборной
В 1960 году Ваценовский вошёл в состав сборной Чехословакии на чемпионат Европы. На турнире он не сыграл, но вместе со сборной стал бронзовым призёром чемпионата.
Единственный матч за сборную Чехословакии сыграл несколько лет спустя, 13 сентября 1964 года в товарищеской встрече со сборной Польши Ваценовский отыграл весь матч.

## Достижения
«Дукла» Прага
- Чемпион Чехословакии (6): 1957/58, 1960/61, 1961/62, 1962/63, 1963/64, 1965/66
- Обладатель Кубка Чехословакии (4): 1960/61, 1964/65, 1965/66, 1968/69

Сборная Чехословакии
- Бронзовый призёр чемпионата Европы 1960